# Sture Allén
Sture Allén (Gotemburgo, 31 de diciembre de 1928-20 de junio de 2022) fue un lingüista sueco, miembro de la Academia Sueca desde 1980.
Fue hijo del ingeniero Bror Allén y Hanna Johansson. En 1954 se casó con la profesora Solveig Jansson. Fue padre del locutor radial Ingemar Allén.

## Carrera
Estudió en el Departamento de Lenguas Nórdicas de Gotemburgo. En 1958 publicó en el número 73 del Archivo de Filología Nórdica el artículo «La división de los pronombres suecos contemporáneos», que se considera su primera contribución científica importante.
A comienzos de los años 1960 fue uno de los primeros cultores de disciplinas humanísticas de Suecia en interesarse en obtener una formación en informática. El 31 de marzo de 1964 publicó un artículo en el periódico Göteborgs Handels- och Sjöfarts- Tidning denominado «El lexicólogo y el ordenador», en el que comparó la introducción del uso de ordenadores a la invención de la imprenta.
En 1965 publicó su tesis doctoral, Análisis grafémico como base para la edición de textos, que contiene elementos de procesamiento de datos por vía informática, tomando como objeto de su estudio las cartas enviadas por el miembro de la Corte y diplomático Johan Ekeblad a su hermano Claes a mediados del siglo XVII. La tesis defiende la consideración de que la lengua escrita es un sistema paralelo a la lengua hablada, y no subordinado a ésta.
Basándose en su tesis doctoral, fue nombrado catedrático agregado y luego catedrático interino en el Departamento de Lenguas Nórdicas. Fundó un grupo de investigación sobre el sueco moderno y fue nombrado catedrático de Lingüística Informática. A partir de este grupo se creó en 1977 un Departamento de Lingüística Informática como departamento independiente en la Universidad de Gotemburgo, y pasó a ser catedrático en 1979. En 1999 este departamento se fusionó con el de Lengua Sueca. Fue vicerrector de la Universidad de Gotemburgo durante cinco años y llegó a ser su rector durante un año.
Participó en proyectos de investigación léxica, entre los cuales destacan el Diccionario de frecuencias del sueco contemporáneo en cuatro volúmenes (1978-1980), el diccionario de frecuencias Los mejores diez mil (1972) y el diccionario de homógrafos Diferentes palabras iguales (1978). En 1975 fundó la Base de datos del lenguaje, con el objeto de acumular textos para lectura electrónica. De la "Base de datos léxica" surgió en 1986 el Diccionario sueco y luego el diccionario en tres volúmenes Diccionario de la Enciclopedia Nacional Sueca (1995-1996), proyectos de los cuales fue director científico.
En otro plano, en 1974 ingresó al Consejo Sueco de la Lengua, del que fue vicepresidente durante veinte años, y publicó artículos sobre el cuidado del idioma. En 1979 presentó en los escritos anuales del Consejo Nórdico de las Lenguas el ensayo Sobre los principios del cuidado del lenguaje, y ese mismo año recibió el premio de la Academia Sueca a la pureza del idioma. El 2 de octubre de 1980 fue elegido miembro de la Academia Sueca, tomando posesión del sillón número 3 el 20 de diciembre de ese año.
En la Academia desempeñó el importante cargo de secretario permanente entre 1986 y 1999. Inició la serie Clásicos suecos y fomentó la realización de encuentros culturales en la Academia. Por otro lado, introdujo el procesamiento de datos en la secretaría y la biblioteca de la institución. Así, con motivo de la undécima edición del Glosario de la Academia Sueca, publicado en 1986, el mismo fue digitalizado. Ese mismo año se comenzó a realizar La gramática de la Academia Sueca, en cuatro volúmenes y que finalizó en 1999. También promovió el proyecto OSA del Departamento de Lingüística Informática de Gotemburgo, tendiente al acceso electrónico al diccionario de la Academia Sueca, accesible en la página web.
Desde 1984 fue presidente de la Sociedad Sueca de Artes Literarias, así como miembro de la Real Academia Sueca de Letras, Historia y Antigüedades, de la Academia de Ciencias de la Ingeniería, de las Academias de la Ciencia de Noruega y de Finlandia, de la Academia Europea, y miembro honorario de la Sociedad Sueca de Literatura en Finlandia.
En 1999, al cumplir setenta años, se publicó en su homenaje un volumen de 730 páginas titulado Nuestra lengua madre en el país de nuestros antepasados, que consiste en una selección de sus trabajos realizados a lo largo de toda su carrera.